# Nikos Loverdos
Nikos Loverdos (griechisch: Νίκος Λοβέρδος) war ein griechischer Radsportler. Er trat bei den Olympischen Sommerspielen 1896 in Athen für Griechenland im 12-Stunden-Rennen an, kam aber nicht ins Ziel.